# Zellwiller
Zellwiller é uma comuna francesa na região administrativa de Grande Leste, no departamento Baixo Reno. Estende-se por uma área de 8,77 km². Em 2010 a comuna tinha 821 habitantes (densidade: 93,6 hab./km²).